# アレクサンドル・エセーニン＝ヴォーリピン
アレクサンドル・セルゲーエヴィチ・エセーニン＝ヴォーリピン（ロシア語：Алекса́ндр Серге́евич Есе́нин-Во́льпин ［アリクサーンドル・スィルギェーイェヴィチ・イスェーニン＝ヴォールィピン］ ラテン文字表記の例：Alexander Sergeyevich Esenin-Volpin, 1924年5月12日 - 2016年3月16日）は、ロシア出身の詩人、人権活動家、数学者。数学基礎論に関する研究で知られる。

## 経歴
詩人セルゲイ・エセーニンの子としてサンクトペテルブルク（レニングラード）に生まれる。1941年にモスクワ大学工学・数学部に入学し、バートランド・ラッセルの数学基礎論に関する著作に影響を受ける。1946年、同大学を卒業。位相空間論に関する博士論文を準備中の1949年、彼の発表した詩が「反ソビエト的」であるとして逮捕され、精神病院に収監された。1950年には「反社会分子」としてカラガンダへの流刑に処されるが、1953年、スターリンの死により恩赦される。カラガンダ流刑中には数学の研究に打ち込み、1956年より本格的に独自の超有限主義数学(ultrafinitism)の構築へと向かっていった。1959年、地下出版（サミズダート）活動により逮捕され、再び精神病院に収監される。
1965年12月5日にはモスクワのプーシキン広場で「グラスノスチ集会」(митинг гласности)と銘打ったデモ集会を開催。反体制的な風刺小説を出版したかどで逮捕されていたユーリー・ダニエリとアンドレイ・シニャフスキーの裁判を、ソビエト連邦憲法に則って公開すべきだと訴えた（12月5日はソビエト連邦の憲法記念日だった）。この集会はただちにKGBの介入によって中断され、エセーニン＝ヴォーリピンも逮捕された。1970年、アンドレイ・サハロフらによって創設されたソビエト連邦人権委員会に参画。1972年にはアメリカ合衆国への移住を余儀なくされ、その後数年間はボストン大学をはじめとするいくつかの大学で講義を行っていた。
2016年3月16日、死去。91歳没。

## 主な著作
- A. S. Yessenin-Volpin, A Leaf of Spring, Frederick A. Praeger, 1961.
- A. S. Yessenin-Volpin, "The ultra-intuitionistic criticism and the antitraditional program for foundations of mathematics" in A. Kino, J. Myhill, and R. E. Vesley (eds.), Intuitionism and Proof Theory, North-Holland, 1970, pp. 3-45.
- A. S. Yessenin-Volpin, "On the logic of the moral sciences," Social Problems, No.12, 1972 (in Russian).